# Арн (река)
Арн (фр. Arnes) — река в департаментах Арденны и Марна региона Гранд-Эст на северо-востоке Франции. Правый приток реки Сюип бассейна Сены.

## География
Протяжённость реки — 12,4 км. Источник Арна расположен близ коммуны Сент-Этьен-а-Арн в департаменте Арденны между деревнями Петит-Конж и Анно-де-ля-Тусард на высоте 123 м над уровнем моря. Река протекает в целом с востока-северо-востока на запад-юго-запад.
Впадает как правый приток в Сюип в Бетенивиле на высоте 97 м над уровнем моря.

### Пересекаемые коммуны
Арн протекает по двум департаментам через 5 коммун: Сент-Этьен-а-Арн (источник), Сен-Пьерн-а-Арн, Сен-Клеман-а-Арн, Овине и Бетенивиль (устье).

### Гидроним
Арн является гидронимом для 3 коммун: Сент-Этьен-а-Арн, Сен-Пьерн-а-Арн и Сен-Клеман-а-Арн.

### Гидрография
Арн пересекает одну гидрографическую зону, площадь водосбора реки составляет 430 км². Этот водосбор состоит из 79,19 % сельскохозяйственных угодий, 18,85 % лесов и полуприродной среды и 1,80 % окультуренных земель.

## Притоки
Арн имеет единственный приток — Арнель, правый приток, длина 1,5 км; пересекает две коммуны: Овине и Сен-Клеман-а-Арн.